# Kortejärvi (sjö i Finland, Kajanaland, lat 64,20, long 29,37)
Kortejärvi är en sjö i Finland. Den ligger i kommunen Kuhmo i landskapet Kajanaland, i den centrala delen av landet, 500 km nordost om huvudstaden Helsingfors. Kortejärvi ligger 163,2 meter över havet. Arean är 1,09 kvadratkilometer och strandlinjen är 12,49 kilometer lång. Sjön  ingår i Uleälvens huvudavrinningsområde. 